# Riley 1 1/2
Der Riley 1 1/2 ist ein Mittelklassefahrzeug, das Riley 1936 als Nachfolger des Modells 12/4 herausbrachte.

## Beschreibung

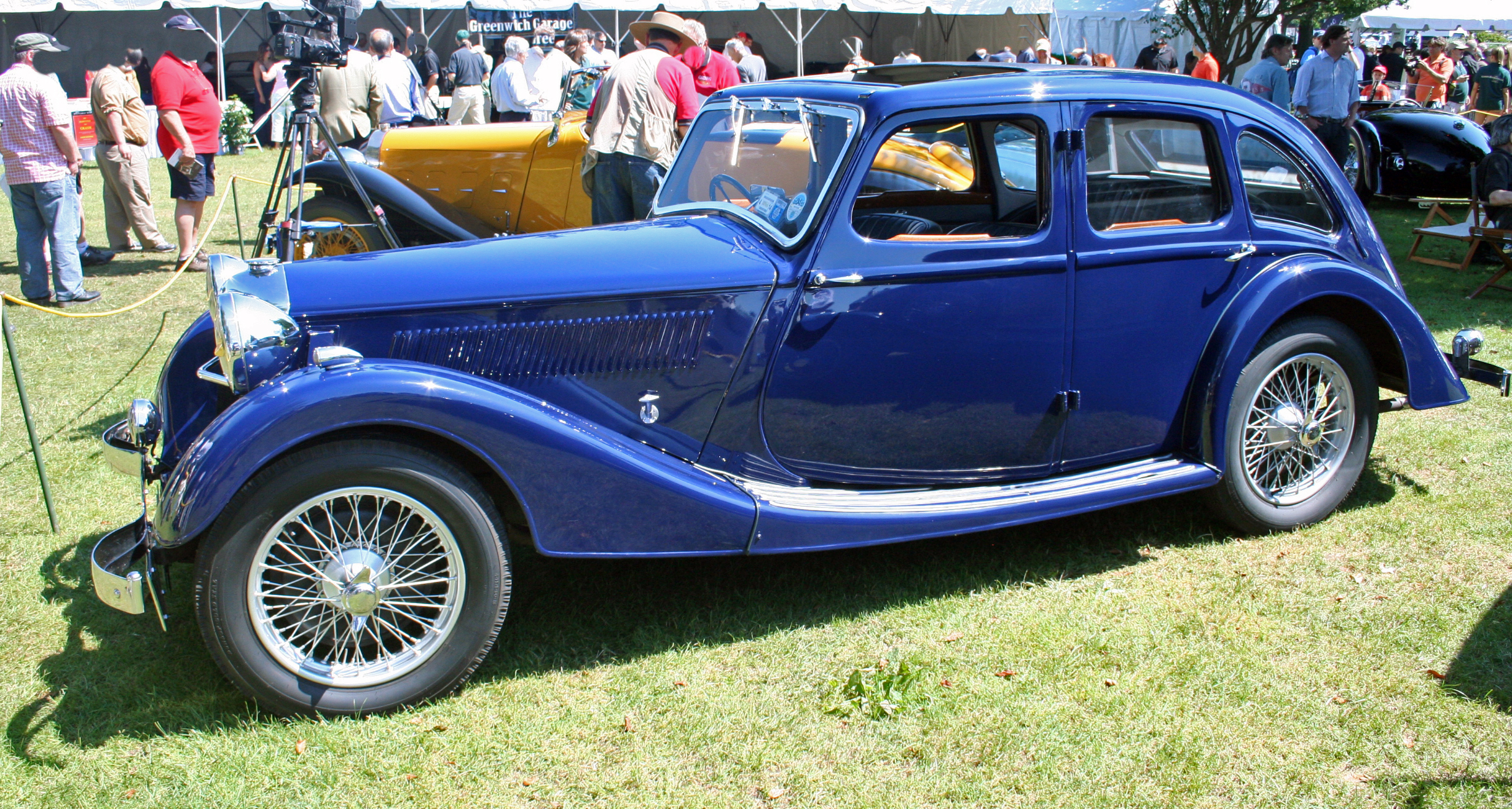
1937 Riley 1½ Kestrel Sprite Saloon Fließheck

Alle Ausführungen hatten einen obengesteuerten Vierzylinder-Reihenmotor mit 1496 cm³ Hubraum und einer Leistung von 51 bhp (38 kW), wie das Vorgängermodell. Der Motor war mit zwei Zenith-Vergasern ausgestattet. Fahrgestelle und Karosserien stimmten mit dem Riley 15/6 überein: Die beiden Modelle auf kurzem Fahrgestell (Radstand: 2769 mm), Falcon (4-Fenster-Limousine) und Lynx (Tourer), erreichten 107 km/h. Die beiden großen Fließhecklimousinen (6 Fenster, Radstand: 2857,5 mm) heißen Adelphi und Kestrel und brachten es auf 117 km/h. Daneben gab es noch den Merlin, einen Roadster auf nochmals gekürztem Fahrgestell (Radstand: 2692,5 mm) und mit einer Höchstgeschwindigkeit von 113 km/h.
1939 wurden diese Ausführungen von einem Fahrzeug abgelöst, das sich nur Riley 1 1/2 (ohne Zusatz) nannte. Sein Motor hatte nur einen SU-Vergaser und ein Fahrgestell mit einem Radstand von 2743 mm.
1940 wurde kriegsbedingt die Produktion eingestellt. Nachfolger waren die RM-Modelle ab 1946.